# Semachrysa dammermani
Semachrysa dammermani är en insektsart som först beskrevs av Peter Esben-Petersen 1929.  Semachrysa dammermani ingår i släktet Semachrysa och familjen guldögonsländor. Inga underarter finns listade i Catalogue of Life.